# Simning vid världsmästerskapen i simsport 2022 – Damernas 4 × 100 meter frisim
Damernas 4 × 100 meter frisim vid världsmästerskapen i simsport 2022 avgjordes den 18 juni 2022 i Donau Arena i Budapest i Ungern.
Guldet togs av Australiens kapplag på tiden 3.30,95, vilket var den femte snabbaste tiden genom tiderna. Silvret togs av Kanada på tiden 3.32,15 och bronset gick till USA på tiden 3.32,58.

## Rekord
Inför tävlingens start fanns följande världs- och mästerskapsrekord:
|                   | Nation     | Tid     | Ort               | Datum        |
| ----------------- | ---------- | ------- | ----------------- | ------------ |
| Världsrekord      | Australien | 3.29,69 | Tokyo, Japan      | 25 juli 2021 |
| Mästerskapsrekord | Australien | 3.30,21 | Gwangju, Sydkorea | 21 juli 2019 |

## Resultat

### Försöksheat
Försöksheaten startade klockan 11:18.
| Placering | Heat | Bana | Nation         | Simmare | Tid     | Noteringar |
| --------- | ---- | ---- | -------------- | --- | ------- | ---------- |
| 1         | 2    | 4    | Australien     | Madison Wilson (52,99) Meg Harris (52,98) Leah Neale (53,85) Brianna Throssell (53,92)                                   | 3.33,74 | 0Q0        |
| 2         | 2    | 5    | USA            | Kate Douglass (54,19) Mallory Comerford (53,86) Erika Brown (53,29) Natalie Hinds (53,89)                                | 3.35,23 | 0Q0        |
| 3         | 1    | 4    | Kanada         | Kayla Sanchez (53,51) Taylor Ruck (53,49) Rebecca Smith (54,29) Katerine Savard (54,05)                                  | 3.35,34 | 0Q0        |
| 4         | 2    | 3    | Storbritannien | Lucy Hope (55,12) Anna Hopkin (53,03) Medi Harris (54,92) Freya Anderson (53,17)                                         | 3.36,24 | 0Q0        |
| 5         | 1    | 3    | Kina           | Zhu Menghui (54,65) Ai Yanhan (54,31) Lao Lihui (54,26) Cheng Yujie (53,44)                                              | 3.36,66 | 0Q0        |
| 6         | 1    | 5    | Nederländerna  | Kim Busch (55,45) Marrit Steenbergen (52,99) Tessa Giele (54,43) Valerie van Roon (54,69)                                | 3.37,56 | 0Q0        |
| 7         | 2    | 6    | Brasilien      | Ana Carolina Vieira (54,65) Stephanie Balduccini (54,09) Giovanna Diamante (53,98) Giovana Medeiros (55,32)              | 3.38,04 | 0Q0        |
| 8         | 1    | 6    | Ungern         | Nikolett Pádár (55,01) Petra Senánszky (55,26) Dóra Molnár (54,91) Fanni Gyurinovics (53,86)                             | 3.39,04 | 0Q0        |
| 9         | 2    | 7    | Sydkorea       | Jeong So-eun (55,26) Hur Yeon-kyung (55,87) Jung Hyun-young (55,89) Ko Mi-so (55,92)                                     | 3.42,94 |            |
| 10        | 2    | 2    | Israel         | Anastasia Gorbenko (54,35) Daria Golovaty (55,59) Aviv Barzelay (57,46) Lea Polonsky (56,19)                             | 3.43,59 |            |
| 11        | 1    | 2    | Thailand       | Jenjira Srisaard (58,96) Kamonchanok Kwanmuang (1.01,10) Phiangkhwan Pawapotako (1.01,56) Jinjutha Pholjamjumrus (58,60) | 4.00,22 |            |

### Final
Finalen startade klockan 19:47.
| Placering | Bana | Nation         | Simmare | Tid     | Noteringar |
| --------- | ---- | -------------- | --- | ------- | ---------- |
| 1         | 4    | Australien     | Mollie O'Callaghan (52,70) Madison Wilson (52,60) Meg Harris (53,00) Shayna Jack (52,65)                    | 3.30,95 |            |
| 2         | 3    | Kanada         | Kayla Sanchez (53,45) Taylor Ruck (52,92) Maggie Mac Neil (53,27) Penny Oleksiak (52,51)                    | 3.32,15 |            |
| 3         | 5    | USA            | Torri Huske (52,96) Erika Brown (53,30) Kate Douglass (53,61) Claire Curzan (52,71)                         | 3.32,58 |            |
| 4         | 2    | Kina           | Zhang Yufei (54,81) Zhu Menghui (54,47) Yang Junxuan (52,79) Cheng Yujie (53,18)                            | 3.35,25 |            |
| 5         | 6    | Storbritannien | Anna Hopkin (53,70) Abbie Wood (55,03) Lucy Hope (54,00) Freya Anderson (52,70)                             | 3.35,43 |            |
| 6         | 1    | Brasilien      | Ana Carolina Vieira (54,78) Stephanie Balduccini (53,97) Giovanna Diamante (54,09) Giovana Medeiros (55,26) | 3.38,10 |            |
| 7         | 7    | Nederländerna  | Marrit Steenbergen (53,41) Tessa Giele (54,49) Kim Busch (55,47) Valerie van Roon (54,81)                   | 3.38,18 |            |
| 8         | 8    | Ungern         | Nikolett Pádár (55,16) Fanni Gyurinovics (54,15) Petra Senánszky (54,88) Dóra Molnár (54,01)                | 3.38,20 |            |